# NGD-93
NGD-93 – polski, dymny granat nasadkowy.
Granat NGD-93 miał być miotany przy pomocy kbk wz. 88. Granat jest wyposażony w pułapkę pociskowa dzięki czemu może być wystrzeliwany przy pomocy naboi ostrych. Celownik do strzelania granatem jest przymocowany do lotek granatu i odpada przy strzale, maksymalny zasięg granatu to około 200 m. W latach 90. w związku z wycofaniem z uzbrojenia kbk wz. 88 i wprowadzeniem do uzbrojenia kbk wz. 96 posiadającego urządzenie wylotowe o mniejszej średnicy zaprojektowano specjalną wkładkę redukcyjną dzięki której granat NGD-93 może być miotany z kbk wz. 96.